# روبرتو أفالوس
روبرتو أفالوس (بالإسبانية: Roberto Ávalos)‏ هو لاعب كرة قدم تشيلي في مركز الوسط، ولد في 16 يونيو 1980 في سانتياغو في تشيلي. لعب مع إيفرتون دي فينا ديل مار ونادي بالستينو.

## وصلات خارجية
- روبرتو أفالوس على موقع قاعدة بيانات كرة القدم.إي يو (الإنجليزية)
- روبرتو أفالوس على موقع Soccerway.com (الإنجليزية)
- روبرتو أفالوس على موقع عالم كرة القدم.نت (الإنجليزية)
- روبرتو أفالوس على موقع AS.com (الإسبانية)